# ماتیاس وارد
ماتیاس وارد (به انگلیسی: Matthias Ward) سناتور سابق عضو حزب دموکرات ایالات متحده آمریکا بود. وی در سال ۱۸۵۸ تا ۱۸۵۹ میلادی سناتور ایالت تگزاس در سنای ایالات متحده آمریکا بود.